# Kyohei Suzaki
Kyohei Suzaki (født 21. juni 1989) er en tidligere japansk fodboldspiller.
Han har spillet for flere forskellige klubber i sin karriere, herunder Júbilo Iwata og FC Gifu.